# Клевеландия
Клевеландия (порт. Clevelândia)  —  муниципалитет в Бразилии, входит в штат Парана. Составная часть мезорегиона Юго-центральная часть штата Парана. Входит в экономико-статистический  микрорегион Палмас. Население составляет 18 546 человек на 2006 год. Занимает площадь 704,634 км². Плотность населения — 26,3 чел./км².
Праздник города — 28 июня.

## История
Город основан 28 июня 1892 года.
Назван в честь президента США Гровера Кливленда.

## Статистика
- Валовой внутренний продукт на 2003 год составляет 142 210 534,00 реалов (данные: Бразильский институт географии и статистики).
- Валовой внутренний продукт на душу населения на 2003 год составляет 7707,89 реалов (данные: Бразильский институт географии и статистики).
- Индекс развития человеческого потенциала на 2000 год составляет 0,730 (данные: Программа развития ООН).

## География
Климат местности: субтропический. В соответствии с классификацией Кёппена, климат относится к категории Cfb.